# 유풍 (기업)
유풍(YUPOONG)은 대한민국의 모자 전문 주식회사이다. 경영진은 설립자인 조병우 회장과 조병하 사장 등으로 기존 모자업계 1위인 영안모자가 다각경영체제로 전환하면서 사실상 세계 1위 모자메이커로 불리고 있다. 서울특별시 구로구 구로동로 174에 있다.

## 연혁
- 1974년 10월 주식회사 유풍실업 설립
- 1987년 11월 도미니카1공장 설립 (법인장 정상완)
- 1999년 10월 경영헌장 제정
- 2000년 9월 방글라데시 1공장 설립
- 2002년 6월 베트남 1공장 설립
- 2004년 4월 주식회사 유풍으로 상호 변경
- 2005년 3월 베트남 2공장 설립
- 2006년 8월 방글라데시 2공장 설립
- 2011년 4월 방글라데시3공장 설립

## 같이 보기
- 영안모자
- 뉴에라